# Província de Benslimane
La província de Benslimane (en àrab إقليم بن سليمان, iqlīm Ibn Slīmān; en amazic ⵜⴰⵙⴳⴰ ⵏ ⵅⵏⵉⴼⵔⴰ, tasga n Ayt Sliman) és una de les províncies del Marroc, fins 2015 part de la regió de Chaouia-Ouardigha i actualment de la de Casablanca-Settat. Té una superfície de 2.760 km² i 233.123 habitants censats en 2004. La capital és Benslimane. Fou creada en 1977 per desmembrament de la província de Settat.

## Divisió administrativa
La província de Benslimane consta de 2 municipis i 14 comunes:
| Nom                | Codi geogràfic | Tipus        | Llars | Població (2004) | Estrangers | Nacionals | Notes |
| ------------------ | -------------- | ------------ | ----- | --------------- | ---------- | --------- | ----- |
| Benslimane         | 111.01.01.     | Municipi     | 9430  | 46478           | 37         | 46441     |       |
| Bouznika           | 111.01.03.     | Municipi     | 5305  | 27028           | 49         | 26979     |       |
| Ahlaf              | 111.03.01.     | Comuna rural | 2220  | 12841           | 0          | 12841     |       |
| Ain Tizgha         | 111.03.03.     | Comuna rural | 1264  | 7741            | 3          | 7738      |       |
| Fdalate            | 111.03.05.     | Comuna rural | 1800  | 9796            | 1          | 9795      |       |
| Mellila            | 111.03.07.     | Comuna rural | 2432  | 14257           | 0          | 14257     |       |
| Moualine el Ghaba  | 111.03.09.     | Comuna rural | 1412  | 8185            | 2          | 8183      |       |
| Moualine el Oued   | 111.03.11.     | Comuna rural | 1657  | 9066            | 0          | 9066      |       |
| Oulad Ali Toualaa  | 111.03.13.     | Comuna rural | 860   | 5056            | 0          | 5056      |       |
| Oulad Yahya Louta  | 111.03.15.     | Comuna rural | 1670  | 9642            | 1          | 9641      |       |
| Rdadna Oulad Malek | 111.03.17.     | Comuna rural | 826   | 4348            | 0          | 4348      |       |
| Ziaida             | 111.03.19.     | Comuna rural | 2003  | 12389           | 3          | 12386     |       |
| Bir Ennasar        | 111.05.01.     | Comuna rural | 775   | 5195            | 0          | 5195      |       |
| El Mansouria       | 111.05.03.     | Comuna rural | 2787  | 12955           | 133        | 12822     |       |
| Sidi Bettache      | 111.05.04.     | Comuna rural | 1215  | 6370            | 1          | 6369      |       |
| Cherrat            | 111.05.05.     | Comuna rural | 1254  | 8265            | 1          | 8264      |       |